# Myko-heterotrofy

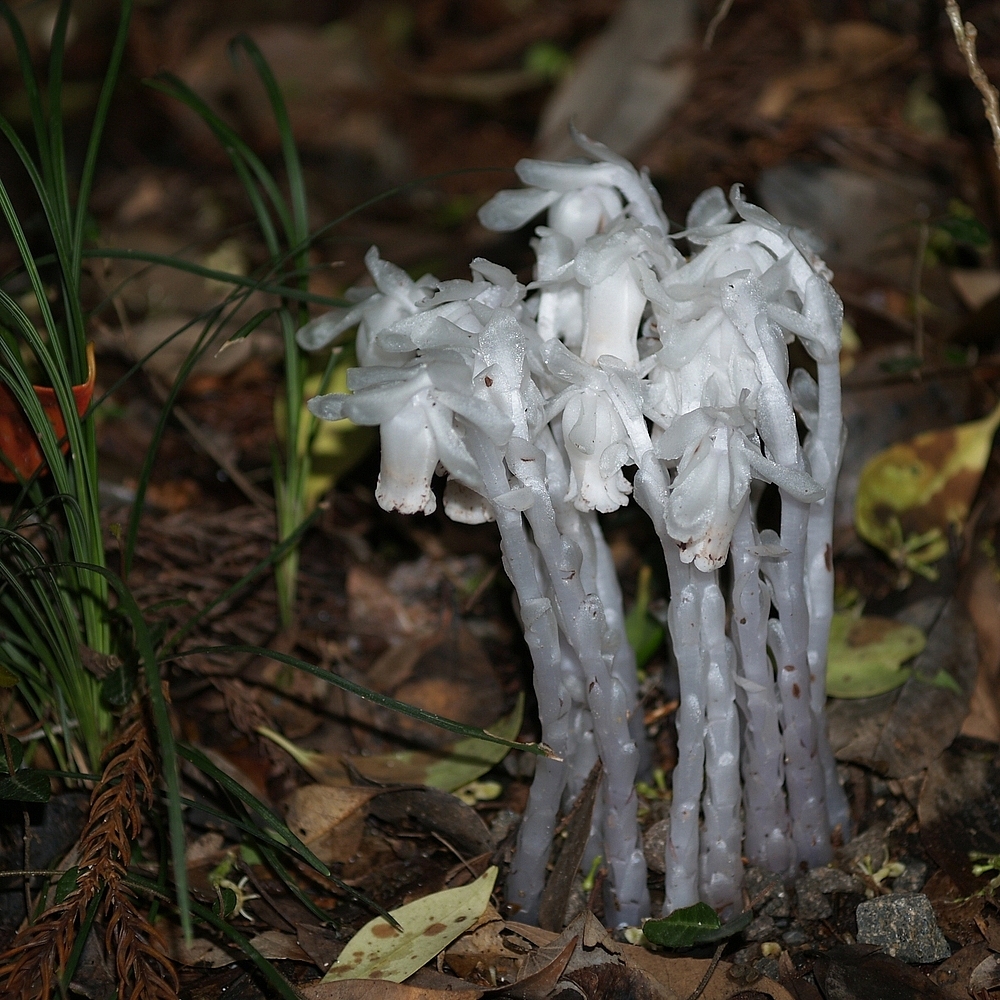
Monotropastrum humile, obligatoryjny myko-heterotrof.

Myko-heterotrofy (skrót MHP od ang. myco-heterotrophic plants), dawniej rośliny saprofityczne – rośliny, które część lub wszystkie substancje pokarmowe pobierają z grzybów, na których pasożytują. Rośliny te zwykle nie przeprowadzają fotosyntezy i nie mają barwników fotosyntetycznych.
Związek rośliny z organizmem grzyba może być pełny (obligatoryjny) – roślina nie przeprowadza fotosyntezy, nie ma chlorofilu ani funkcjonujących fotosystemów, a wszystkie związki pokarmowe pobiera od grzyba, na którym pasożytuje. Związek może być także częściowy (fakultatywny), gdy roślina przeprowadza fotosyntezę, a z organizmu grzyba pobiera dodatkowe substancje odżywcze. Istnieją także rośliny (np. niektóre gatunki storczykowatych), które nie przeprowadzają fotosyntezy i pozyskują związki pokarmowe od organizmu grzyba tylko w pewnym okresie cyklu życiowego. Po tym czasie pozyskują energię na drodze fotosyntezy, pozostając fakultatywnym myko-heterotrofem lub całkowicie tracą zdolność do pasożytniczego trybu życia. Nie wszystkie rośliny bezzieleniowe są roślinami saprofitycznymi. Niektóre z cudzożywnych roślin pobierają związki pokarmowe bezpośrednio z innych roślin. Są one określane jako rośliny pasożytnicze.
W przeszłości mylnie uważano, że rośliny nieprzeprowadzające fotosyntezy odżywiają się martwą materią organiczną, rozkładając złożone związki organiczne, tak jak robią to grzyby saprofityczne. Z tego względu zostały nazwane roślinami saprofitycznymi. Nie stwierdzono jednak, aby jakakolwiek roślina była zdolna do rozkładania martwej materii organicznej i przyswajania powstałych substancji jako pokarm. Rośliny te mogą pobierać związki organiczne jedynie na drodze pasożytnictwa realizowanego jako myko-heterotrofia lub przez bezpośrednie pasożytowanie na innych roślinach.

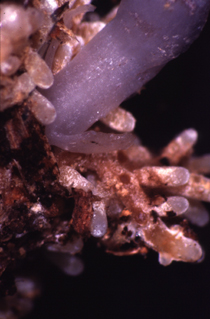
Korzenie myko-heterotrofa Monotropa uniflora połączone z grzybnią Russula brevipes

Rośliny łączą się ze strzępkami grzybni przez korzenie, podobnie jak ma to miejsce w mykoryzie. Prawdopodobnie myko-heterotrofy rozwinęły się przez przekształcenia mykoryzy. Zmienił się kierunek przepływu związków organicznych na odwrotny niż w mykoryzie, od grzyba do rośliny. Wykazano, że ewolucja sposobu odżywiania nastąpiła z etapem miksotrofii. Prawdopodobnie część zielonych gatunków należących do storczykowatych i wrzosowatych może odżywiać się zarówno przeprowadzając fotosyntezę, jak i pobierać związki organiczne od grzybów mykoryzowych połączonych z korzeniami.
Myko-heterotrofy występują wśród różnych grup systematycznych. Znanych jest ponad 400 gatunków roślin w 87 rodzajach, które odżywiają się poprzez pasożytowanie na grzybach. Wszystkie gatunki z plemienia Monotropeae (rodzina wrzosowate) i niefotosyntetyzujące storczykowate oraz wątrobowiec Cryptothallus są pełnymi mykotrofami. Częściowymi myko-heterotrafami są niektóre gatunki z rodziny goryczkowatych, fotosyntetyzujące storczykowate i kilka innych grup roślin. U niektórych paproci i widłaków myko-heterotrofem jest tylko gametofit. Grzyby, na których pasożytują rośliny, to typowe gatunki zdolne do mykoryzy, są jednak dowody, że rośliny mogą też pasożytować na grzybach pasożytniczych, takich jak opieńka.